# ソリトン

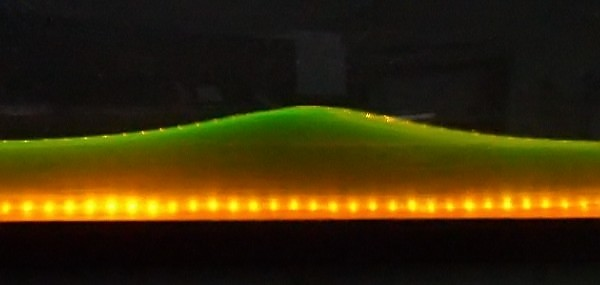
ソリトン波の再現例

ソリトン（英: soliton）は、おおまかにいって非線形方程式に従う孤立波で、次の条件を満たす安定したパルス状の波動のことである。
1. 伝播している孤立波の形状、速度などが不変。（粒子の「慣性の法則」に相当する）
2. 上の条件を満たす波同士が衝突した後でも、お互い安定に存在する。衝突する波は二つより多くてもよい。（波の個別性の保持、衝突前後の運動量保存）

この2条件より、この孤立波は粒子性（粒子としての性質）を持つ。この呼び名の由来は、1965年米国の N. Zabusky と M. Kruskal が、KdV方程式

の数値解析から、上の2条件を満たす孤立波を発見し、粒子性をあらわす接尾語-onを使ってそれをソリトンと名付けたことによる。因みに、本来は solitary wave(-on) からソリトロン（英: solitron）と名付けるはずだったが、既に商標（会社名）として使われていたのでソリトンと名付けた。

## 現象
物理現象としての孤立波は、1834年にJ・スコット・ラッセルによって初めて報告された。ラッセルはエジンバラ郊外の運河で馬にひかれていたボートが急にとまったとき、船首に水の高まりができ、そこから孤立波が生じ、時速8–9マイル（時速13–14キロメートル程度）の速度でほとんど波形を変えずに伝播していくのを偶然目撃し、1マイル以上馬で追跡しながら観察した。その後、彼は水槽をつくり、波高の大きい波ほど、伝播速度は速いなどの孤立波の性質を報告している。

## 理論の発展
ソリトンが現れる系をソリトン系といい、ソリトン系の従う発展方程式をソリトン方程式という。すなわち、ソリトン方程式はソリトン解をもつ。ソリトン方程式の代表的なものに、KdV方程式、KP方程式、サインゴルドン (sine-Gordon) 方程式、非線型Schrödinger方程式、戸田格子方程式、箱玉系のセルオートマトンなどがある。特にKdV方程式はソリトン研究において常に端緒を開く役割を果たしてきた。ソリトン研究の初期段階においては新たなソリトン方程式が次々と発見され、発見者の名前が付けられていったが、1981年の佐藤理論の完成により、ソリトン方程式は無限に存在することが示されたのでそのようなこともなくなった。ソリトン方程式を解く手法には逆散乱法、広田の方法（双線形化法）などがある。ソリトンは、流体力学分野だけでなく、物性物理、微分幾何学、場の量子論など多方面で応用されている。

## ソリトン方程式
以下、主なソリトン方程式を挙げる。但し、位置座標を x, y, 時間座標を t とした。また、方程式の係数のとり方はいくつか存在する。
KdV方程式
{\displaystyle {\frac {\partial u}{\partial t}}+6u{\frac {\partial u}{\partial x}}+{\frac {\partial ^{3}u}{\partial x^{3}}}=0}
変形KdV方程式
{\displaystyle {\frac {\partial u}{\partial t}}-6u^{2}{\frac {\partial u}{\partial x}}+{\frac {\partial ^{3}u}{\partial x^{3}}}=0}
KP方程式
{\displaystyle {\frac {\partial }{\partial x}}\left({\frac {\partial u}{\partial t}}+6u{\frac {\partial u}{\partial x}}+{\frac {\partial ^{3}u}{\partial x^{3}}}\right)\pm {\frac {\partial ^{2}u}{\partial y^{2}}}=0}
サインゴルドン方程式
{\displaystyle {\frac {\partial ^{2}u}{\partial t^{2}}}-{\frac {\partial ^{2}u}{\partial x^{2}}}+\sin {u}=0}
非線形シュレディンガー方程式
{\displaystyle i{\frac {\partial u}{\partial t}}+{\frac {1}{2}}{\frac {\partial ^{2}u}{\partial x^{2}}}+\kappa |u|^{2}u=0}
ブジネ方程式
{\displaystyle {\frac {\partial ^{2}u}{\partial t^{2}}}-{\frac {\partial ^{2}u}{\partial x^{2}}}-3{\frac {\partial ^{2}u^{2}}{\partial x^{2}}}-{\frac {\partial ^{4}u}{\partial x^{4}}}=0}
ベンジャミン–オノ方程式
{\displaystyle {\frac {\partial u}{\partial t}}+u{\frac {\partial u}{\partial x}}+{\frac {1}{\pi }}\,\operatorname {p.v.} \int _{-\infty }^{\infty }{\frac {\frac {\partial ^{2}u}{\partial y^{2}}}{x-y}}dy=0}
戸田格子方程式
{\displaystyle {\frac {d^{2}u_{n}}{dt^{2}}}=e^{-(u_{n}-u_{n-1})}-e^{-(u_{n+1}-u_{n})}}

## 自然現象の中に見られるソリトン
- 浅い水路を進むボートの舳先から発生する波
- 津波
- 木星の巨大赤斑(孤立Rossby波)[1]
- ポリアセチレン中のソリトン[2] ---白川英樹のノーベル化学賞と関連
- プラズマ中の非線形波動[3]
- 非線形光学
- はしご型LC回路[4]
- 羊の群れ[5]

## 光ソリトン
1973年に長谷川晃博士によって発見された、光ファイバーの中を伝播する安定した光パルス。ソリトン伝送システムを導入すれば、既存の光ファイバーを用いた通信システムの伝送容量を、1千倍程度アップグレードできるとされる。次世代の超高速通信の担い手として最も期待され、2010年10月現在、すでに検証・実験段階を終了して開発段階に入っている。

## 生物学におけるソリトン
細胞性粘菌の一種であるキイロタマホコリカビのある変異株が示す波状の多細胞体運動が示す挙動がソリトンの性質を備えていることが、2013年に桑山秀一博士らによって報告された。細胞性粘菌の野生株は飢餓状態において走化性運動により集合し、ナメクジ状の多細胞体を経て子実体形成を行うが、ソリトン波様の多細胞体運動を示す変異株は走化性を欠き、子実体形成を行うことができず、波模様の塊を形成する。この波模様の塊は形を崩さずに一定の速度で運動し、衝突後も形を崩すことなく互いに通り抜けてしまう。

## フィクションへの登場
堀晃のSF小説『バビロニア・ウェーブ』
では、太陽系から3光日の距離に、銀河面を垂直に貫く直径1200万キロ、全長5380光年に及ぶレーザー光束の定在波であるバビロニア・ウェーブが発見される。何らかの超文明が築いた巨大なファブリ・ペロー干渉計と考えられたが、変動するはずの無い定在波の中に、ソリトンに起因すると考えられるわずかな変動が観測される。

### 注
1. ↑  Korteweg–de Vries
2. ↑  Kadomtsev–Petviashvili